# Per Franklin
Per Franklin (født 21. juli 1983 i Göteborg i Sverige) er en svensk professionel MMA-udøver, der konkurrerer i weltervægt-klassen. Han er mest kendt for at have kæmpet mod italienske Orlando D'Ambrosio som han vandt en enstemmig pointsejr mod ved Cage Warriors 93 i Göteborg den 18. april 2018.
Franklin er på nuværende tidspunkt (maj, 2018) rangeret som nr 16. på Europe Nordic-listen i weltervægt-klassen på Tapology.
Franklin møder danske Frodi Vitalis Hansen til Danish MMA Night den 9. juni 2018 i Brøndbyhallen i København.

## MMA-karriere

### Amatørkarriere
Franklin endte med en amatørrekordliste på 3 sejre, 2 nederlag.

### Professionel karriere
Efter en vellykket amatørkarriere valgte Franklin i 2011 at blive professionel. Han debuterede ved Shooto Finland - Chicago Collision 9 den 19. november 2011 i Joensuu i Finland, hvor han vandt over finske Joni Nivalainen på submission (Arm-Triangle Choke) i 2. omgang.